# توغرول أسغاروف
طغرل شهريار أوغلو أصغروف (بالأذرية: Toğrul Əsgərov) (17 سبتمبر 1992، كنجه) هو مصارع أذربيجاني، وهو بطلٌ أولمبي وبطل أوروبي في المصارعة الحرة. في دورة الألعاب الأولمبية الصيفية 2012 التي أُقيمت في لندن، المملكة المتحدة في عام 2012، فاز بالميدالية الذهبية، وفي دورة الألعاب الأولمبية الصيفية 2016 التي أُقيمت في ريو دي جانيرو، البرازيل في عام 2016، فاز بالميدالية الفضية. فاز طغرل أصغروف بالميدالية الذهبية في الألعاب الأوروبية الأولى في عام 2015.

## سيرته ذاتية
وُلد طغرل أصغروف في 17 سبتمبر 1992 في مدينة كنجه. بدأ في البداية ممارسة الجودو. ومنذ عام 2005، بدأ طغرل أصغروف ممارسة رياضة المصارعة تحت إشراف المدرب إلشين زينالوف في نادي "تعليم" الرياضي. درس طغرل أصغروف في مدرسة غنجة رقم 7 من عام 1998 حتى 2009، ومن عام 2009 حتى 2013 درس في أكاديمية أذربيجان الحكومية للتربية البدنية والرياضة.
بناءً على المعلومات الرسمية من الاتحاد العالمي للمصارعة، شارك طغرل أصغروف في 25 بطولة دولية بين عامي 2008 و2019. حصل طغرل أصغروف على ميداليات في دورات الألعاب الأولمبية في عامي 2012 و2016. شارك في بطولات العالم مرتين – في عامي 2010 و2015، حيث فاز بميدالية فضية واحدة. خلال مسيرته، شارك طغرل أصغروف في بطولات أوروبا مرتين فقط، وفاز ببطولة 2012. بشكل عام، فاز طغرل أصغروف بميداليات في 25 بطولة دولية، حيث حصل على 10 ميداليات ذهبية، 5 ميداليات فضية، و2 ميداليتين برونزيتين.

## روابط خارجية
- توغرول أسغاروف على موقع قاعدة بيانات المصارعة الدولية (الإنجليزية)
- توغرول أسغاروف على موقع اللجنة الأولمبية الدولية (الإنجليزية)
- توغرول أسغاروف على موقع أوليمبيديا (الإنجليزية)